# Харпер, Линней
Линней Харпер (англ. Linnae Harper; родилась 31 января 1995 года в Чикаго, штат Иллинойс, США) — американская профессиональная баскетболистка, выступала в женской национальной баскетбольной ассоциации. На драфте ВНБА 2018 года не была выбрана ни одной из команд, но ещё до начала очередного сезона заключила контракт с командой «Чикаго Скай». Играет в амплуа разыгрывающего защитника. В настоящее время выступает за израильскую команду «Электра Рамат-ха-Шарон».

## Ранние годы
Линней родилась 31 января 1995 года в городе Чикаго (штат Иллинойс) в семье Ксавьера Тридуэлла и Эрики Харпер, а училась она там же в средней школе имени Уитни Янга, в которой выступала за местную баскетбольную команду.